# Giuseppe Galluppi
Giuseppe Galluppi, barone di Pancaldo (Messina, 18 febbraio 1836 – Messina, 19 aprile 1891), è stato un nobile, storico e saggista italiano.

## Biografia
Nacque a Messina il 18 febbraio 1836 da Rainero Giuseppe, III barone di Pancaldo (1794-1880), e dalla di lui consorte la nobile Letteria Cuzzaniti Arenaprimo (1816-1906), di cui fu il primo di tre figli.
Nel 1859-60, esercitò la carica di consigliere del Distretto di Messina. Galluppi si occupò di genealogia e araldica, e fu autore di numerose pubblicazioni sulle famiglie nobili messinesi e siciliane. La sua opera più nota è il Nobiliario della città di Messina, edito nel 1874. Fu socio ordinario della Regia Accademia Peloritana di Messina, socio ordinario della Società Siciliana per la Storia Patria di Palermo, membro della Commissione di antichità e belle arti della Provincia di Messina, socio effettivo della Regia accademia italiana d'araldica, e corrispondente della Consulta araldica del Regno.
Morì a Messina il 19 aprile 1891, all'età di 55 anni, e con lui si estinse il ramo della famiglia Galluppi dei Baroni di Pancaldo.

### Matrimoni e discendenza
Nel 1857, sposò la nobildonna Maria Carrozza Pallavicini (1840-1875), figlia di Giovanni, marchese di San Leonardo, da cui ebbe i figli Francesco (1860-1861) e Carmelo Rainero (1865-1877), morti prematuramente.
Dal 1882, era sposato in seconde nozze con la nobile Clementina Conti (1860-?), da cui non ebbe eredi.

## Opere
- L'Ordine militare della Stella in Messina, Milano, Wilmant (1871)
- L'armerista italiano, Milano, Wilmant (1872)
- Cenno storico sulla famiglia d'Arena detta oggi Arena-Primo, Milano, Wilmant (1873)
- Genealogia della famiglia Cuzzanti di Messina, Pisa, Presso la Direzione del Giornale Araldico (1874)
- Nobiliario della città di Messina, Milano, Wilmant (1874)
- Dizionario araldico italiano-francese dei principali termini usati nel blasone, Napoli, De Angelis (1875)
- Stato presente della nobiltà messinese, Milano, Rebeschini (1881)
- Genealogia della famiglia Porzio di Messina, Pisa, Presso la Direzione del Giornale Araldico (1884)
- Genealogia della famiglia di Giovanni di Messina, Pisa, Presso la Direzione del Giornale Araldico (1885)
- Ruolo dei titolati messinesi, Napoli, De Angelis (1885)
- Genealogia dei Ruffo di Messina, Pisa, Presso la Direzione del Giornale Araldico (1886)
- Genealogia della famiglia Marchese di Messina, Pisa, Presso la Direzione del Giornale Araldico (1887)
- I titoli di regio cavaliere e di nobile concessi o riconosciuti in Sicilia dal sec. XVI, Pisa, Presso la Direzione del Giornale Araldico (1889)
- I titolati siciliani. Ultimi investiti, Pisa, Presso la Direzione del Giornale Araldico (1890)